# Херсонский областной академический музыкально-драматический театр им. Н. Кулиша
Херсонский областной академический музыкально-драматический театр им. Николая Кулиша (укр. Херсонський обласний академічний музично-драматичний театр імені Миколи Куліша) — один из крупнейших драматических театров на юге Украины. Учредитель театрального фестиваля «Мельпомена Таврии».

## История
Театральное искусство в Херсоне своим корнем достигает 1830-х годов. В 1823—1828 годах дворянство Херсонской губернии приобрело покупной дом генерала Лобри и в 1830-х годах приспособило одно из помещений его для театра, в котором и ютилось сценическое искусство 50 лет. В августе 1846 года приезжал М. С. Щепкин, приняв участие в представлении херсонских любителей, впоследствии писал, что ему понравился местный любительский коллектив, понравилась доброжелательная публика, но очень не понравилась театральное помещение — тесное и неуютное.

Старое здание театра, разрушенное во время ВОВ

Херсонский зритель любил свой театр. Даже такое помещение, как правило, было переполненным. В 1883 году по инициативе губернатора А. С. Эрдели на заседании городской думы решено начать в Херсоне строительство помещения театра. Проект осуществил архитектор В. А. Домбровский, который взял за основу помещение Одесского оперного театра.
Открытие Херсонского Городского театра состоялось 1-го октября 1889 года.
6 ноября 1936 года осуществилась премьера спектакля «Победители смерти» (пьеса В. Власова), в Херсоне открылся новый театр. Назывался он Херсонский городской украинский драматический театр, потом Херсонский областной украинский музыкально-драматический театр, с 1990 года — им. Николая Кулиша, а в 2005 году Херсонский областной академический музыкально-драматический театр им. Н. Кулиша.
В разные времена в театре работали: В. Данченко, Л. Свободина, У. Гранкин, В. Свєтланова, О.Каро, Г. Шевченко, М. Литвиненко, А. Щётка, Д. Короленко, Г. Микуцкая, А. Дмитриева, Л. Мосейчук, Е. Галл-Савальская, Н. Литвиненко и много др.
Директор театра — заслуженный деятель искусств Украины Александр Книга.